# Leichtathletik-Europameisterschaften 1974/Diskuswurf der Frauen

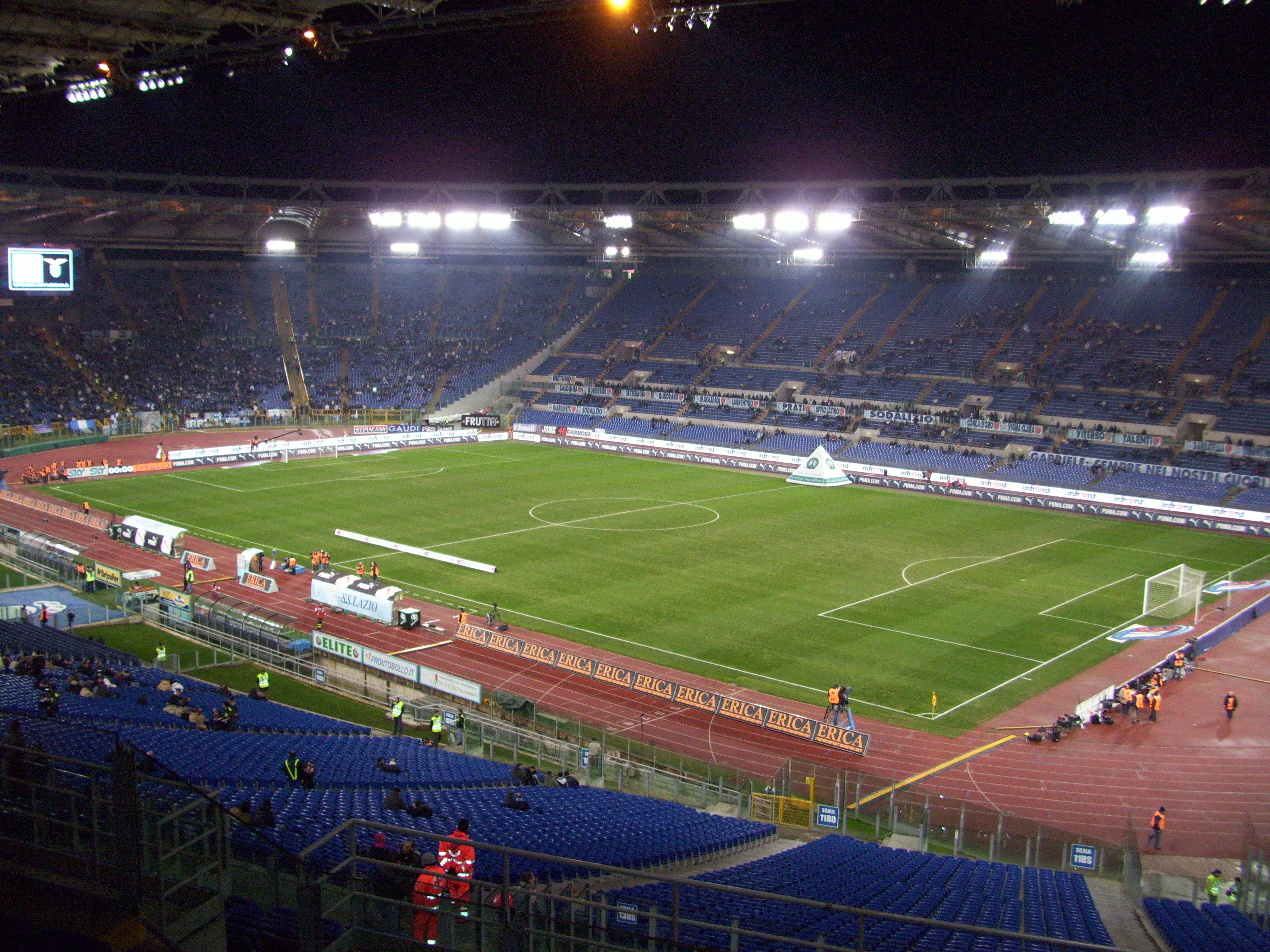
Das Olympiastadion von Rom im Jahr 2009

Der Diskuswurf der Frauen bei den Leichtathletik-Europameisterschaften 1974 wurde am 6. September 1974 im Olympiastadion von Rom ausgetragen.
Europameisterin wurde die Titelverteidigerin und Olympiasiegerin von 1972 Faina Melnik aus der UdSSR. Sie gewann vor der rumänischen Olympiazweiten von 1972 Argentina Menis. Bronze ging an die DDR-Werferin Gabriele Hinzmann.

## Rekorde

### Bestehende Rekorde
| Weltrekord           | 69,90 m | Faina Melnik | Prag, Tschechoslowakei (heute Tschechien) | 27. Mai 1974    |
| Europarekord         | 69,90 m | Faina Melnik | Prag, Tschechoslowakei (heute Tschechien) | 27. Mai 1974    |
| Meisterschaftsrekord | 64,22 m | Faina Melnik | EM Helsinki, Finnland                     | 12. August 1971 |

### Rekordverbesserung
Die sowjetische Europameisterin  Faina Melnik verbesserte ihren eigenen EM-Rekord im Wettkampf am 6. September um 4,78 m auf 69,00 m. Ihren eigenen Welt- und Europarekord verfehlte sie um neunzig Zentimeter.

## Durchführung
Bei nur elf Teilnehmerinnen gab es keine Qualifikation, alle Athletinnen traten gemeinsam zum Finale an.

## Legende
Kurze Übersicht zur Bedeutung der Symbolik – so üblicherweise auch in sonstigen Veröffentlichungen verwendet:
| x  | ungültig           |
| CR | Championshiprekord |

## Finale

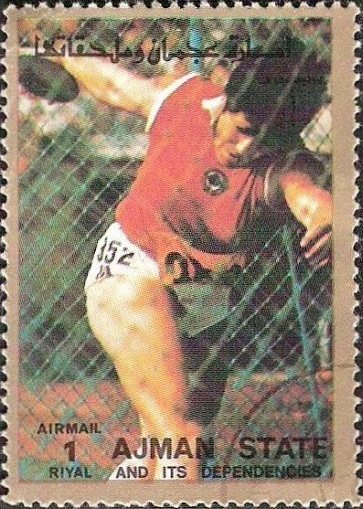
Faina Melnik wurde zum zweiten Mal in Folge Europameisterin, im Jahr zuvor hatte sie die olympische Goldmedaille gewonnen, im darauffolgenden Jahr übertraf sie als erste Werferin die 70-Meter-Marke

6. September 1974, 16:00 Uhr
| Platz | Name              | Nation           | Resultat (m) | 1. Versuch (m) | 2. Versuch (m) | 3. Versuch (m) | 4. Versuch (m)                              | 5. Versuch (m)                              | 6. Versuch (m)                              |
| 1     | Faina Melnik      | Sowjetunion      | 69,00 CR     | 69,00          | 67,12          | 68,18          | 64,42                                       | x                                           | x                                           |
| 2     | Argentina Menis   | Rumänien         | 64,62000     | 59,24          | 62,86          | 60,46          | 63,26                                       | 64,62                                       | 61,90                                       |
| 3     | Gabriele Hinzmann | DDR              | 62,50000     | 61,30          | 60,48          | 59,88          | x                                           | 62,50                                       | x                                           |
| 4     | Marija Petkowa    | Bulgarien        | 61,92000     | 54,86          | 60,98          | 61,92          | x                                           | 61,20                                       | 58,08                                       |
| 5     | Karin Höldke      | DDR              | 58,92000     | 58,92          | 55,88          | 57,02          | x                                           | x                                           | x                                           |
| 6     | Olimpia Cataramă  | Rumänien         | 58,30000     | 56,68          | 58,02          | 58,30          | 58,12                                       | 55,14                                       | 57,02                                       |
| 7     | Liesel Westermann | BR Deutschland   | 57,40000     | 52,74          | 57,40          | 57,36          | x                                           | 56,20                                       | x                                           |
| 8     | Wassilka Stoewa   | Bulgarien        | 57,12000     | 55,26          | x              | 57,12          | 53,84                                       | 55,72                                       | 53,24                                       |
| 9     | Helena Vyhnalova  | Tschechoslowakei | 55,24000     | 52,06          | 54,54          | 55,24          | nicht im Finale der besten acht Werferinnen | nicht im Finale der besten acht Werferinnen | nicht im Finale der besten acht Werferinnen |
| 10    | Swetla Boschkowa  | Bulgarien        | 54,28000     | 54,28          | 53,98          | x              | nicht im Finale der besten acht Werferinnen | nicht im Finale der besten acht Werferinnen | nicht im Finale der besten acht Werferinnen |
| 11    | Rosemary Payne    | Großbritannien   | 49,16000     | 46,38          | 48,10          | 49,16          | nicht im Finale der besten acht Werferinnen | nicht im Finale der besten acht Werferinnen | nicht im Finale der besten acht Werferinnen |

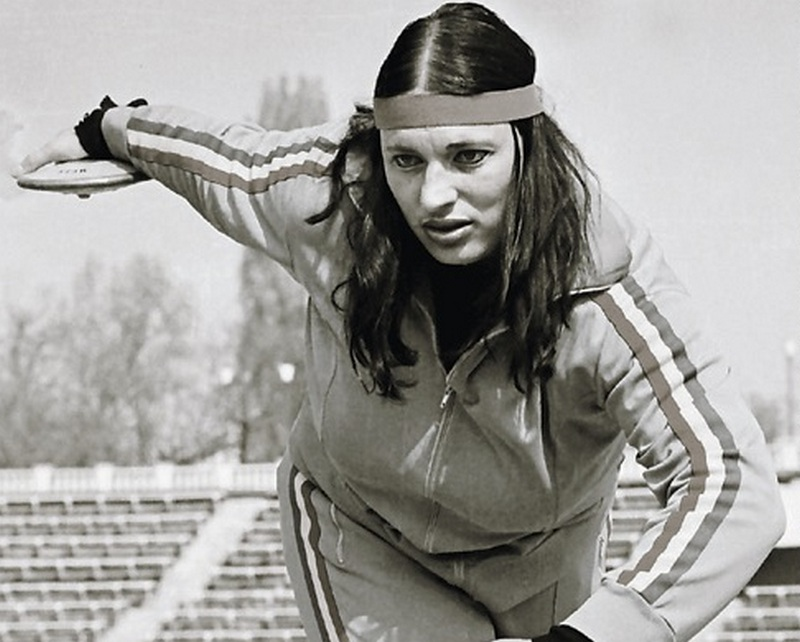
Nach Rang vier bei den Europameisterschaften 1971 und der olympischen Silbermedaille 1972 errang Argentina Menis auch hier die Silbermedaille
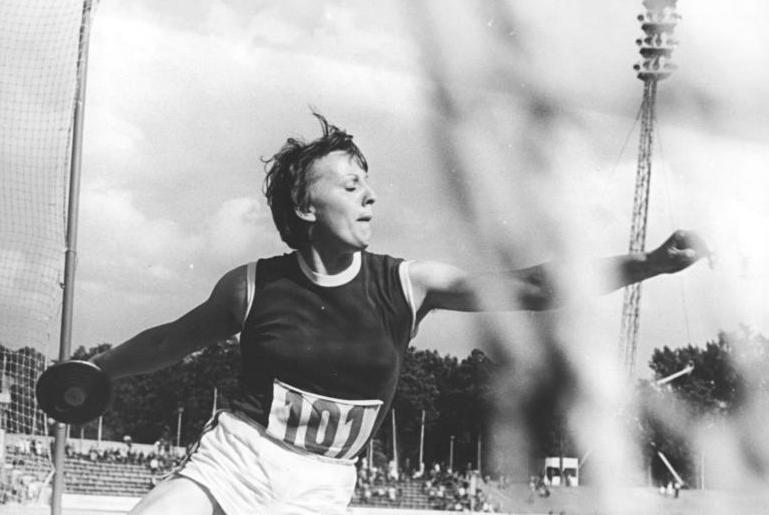
Bronzemedaillengewinnerin Gabriele Hinzmann, EM-Siebte von 1969 und Olympiasechste 1972 – 1976 wurde sie Olympiadritte